# Aster Berkhof
Lodewijk Paulina Van Den Bergh (Rijkevorsel, 18 de junio de 1920-Brasschaat, 29 de septiembre de 2020) conocido como Lode Van Den Bergh —también usando los seudónimos Aster Berkhof y Piet Visser—, fue un escritor belga.

## Biografía

### Primeros años
Van Den Bergh nació en Rijkevorsel el 18 de junio de 1920. Primero fue a la escuela primaria en Rijkevorsel donde su padre era director. Para su escuela secundaria fue al Klein Seminarie en Hoogstraten. Estudió filología germánica desde 1938 hasta 1942 en la Universidad Católica de Lovaina, y en 1946 obtuvo un doctorado en filosofía.

### Carrera
Comenzó su carrera como asistente científico en la Universidad Católica de Lovaina, posteriormente trabajó como profesor en la Royal Athenaea en Amberes, Bruselas y Koekelberg. Finalmente se convirtió en profesor en la Facultad San Ignacio de la Universidad de Amberes.